# Allseas Group
Allseas Group S.A. är ett schweiziskt tjänsteföretag för offshoreindustri, som framför allt installerar rörledningar för olje- och gastransporter och demonterar olje- och gasplattformar. Företaget har cirka 4 000 anställda.
Allseas grundades 1985 av Edward Heerema. Det har sitt huvudkontor i Châtel-Saint-Denis i Schweiz. Dotterbolaget Allseas Engineering B.V. i Nederländerna ansvarar för genomförande av koncernens offshoretjänster.
I Allseas flotta ingår rörläggningsfartygen Pioneering Spirit, Solitaire, Lorelay och Audacia, de tre rörförsörjningsfartygen Alegria, Felicity och Fortress, de två offshore-konstruktionsfartygen Fortitude och Oceanic samt de två pontonerna Iron Lady och Tog Mor.

## Bildgalleri

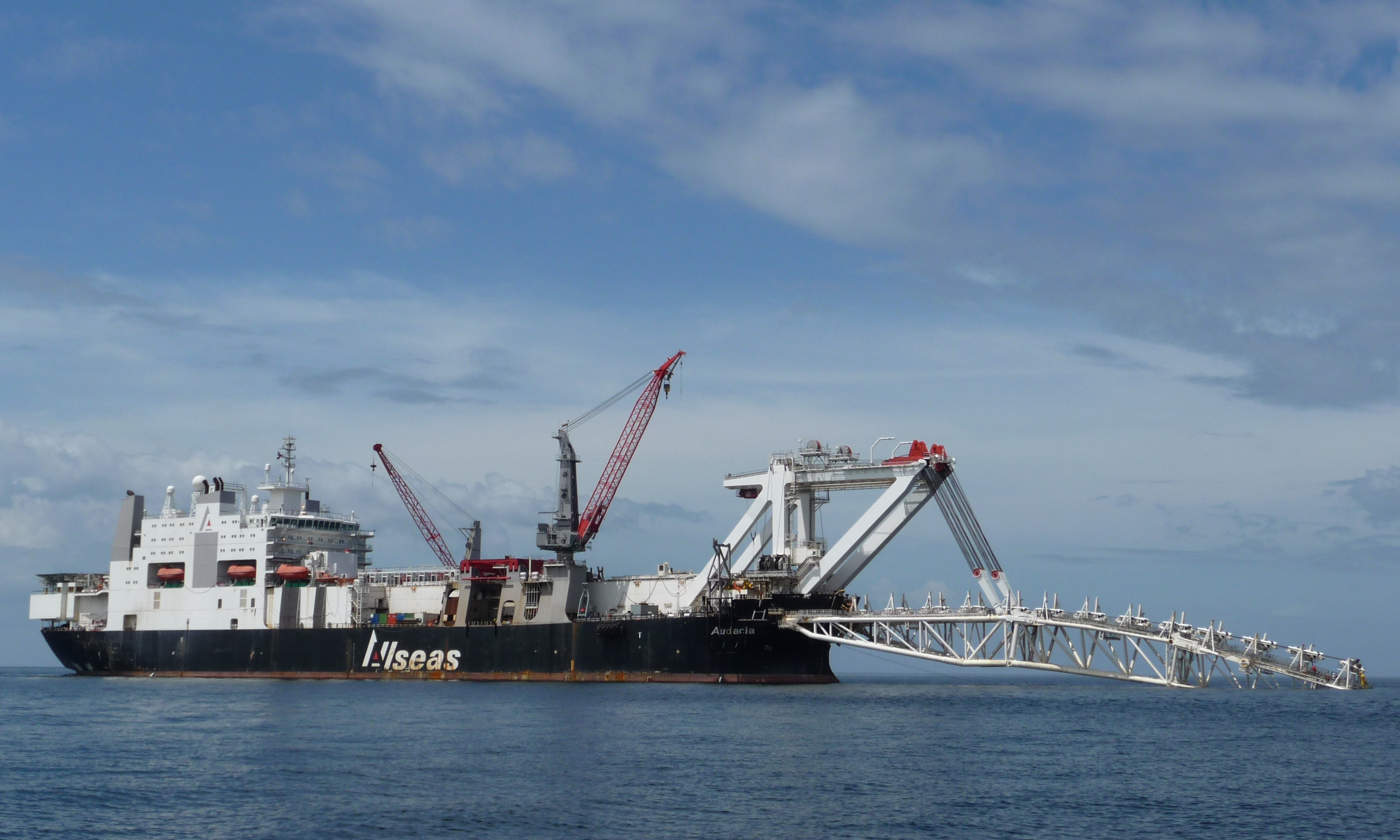
Audacia
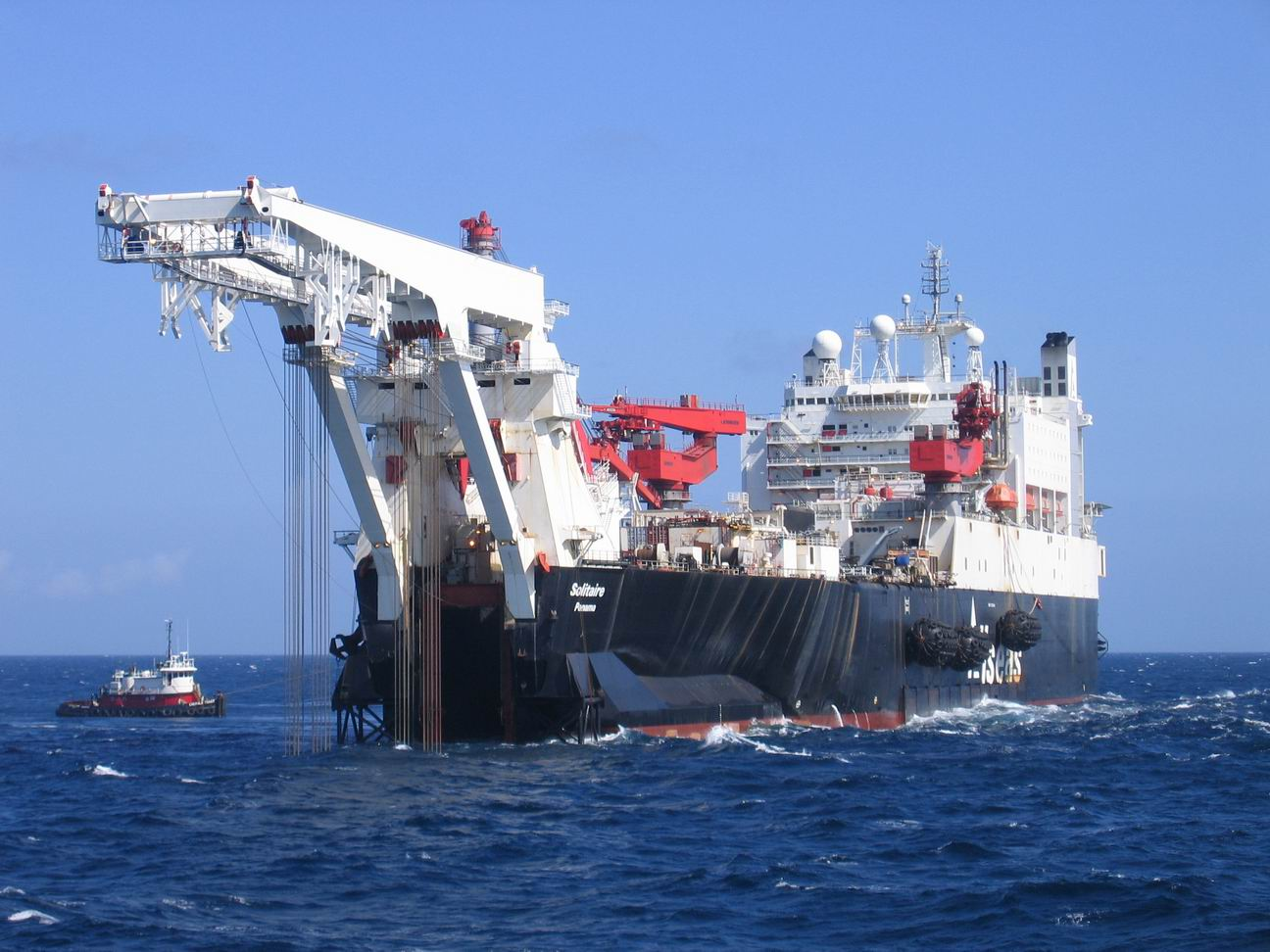
Solitaire
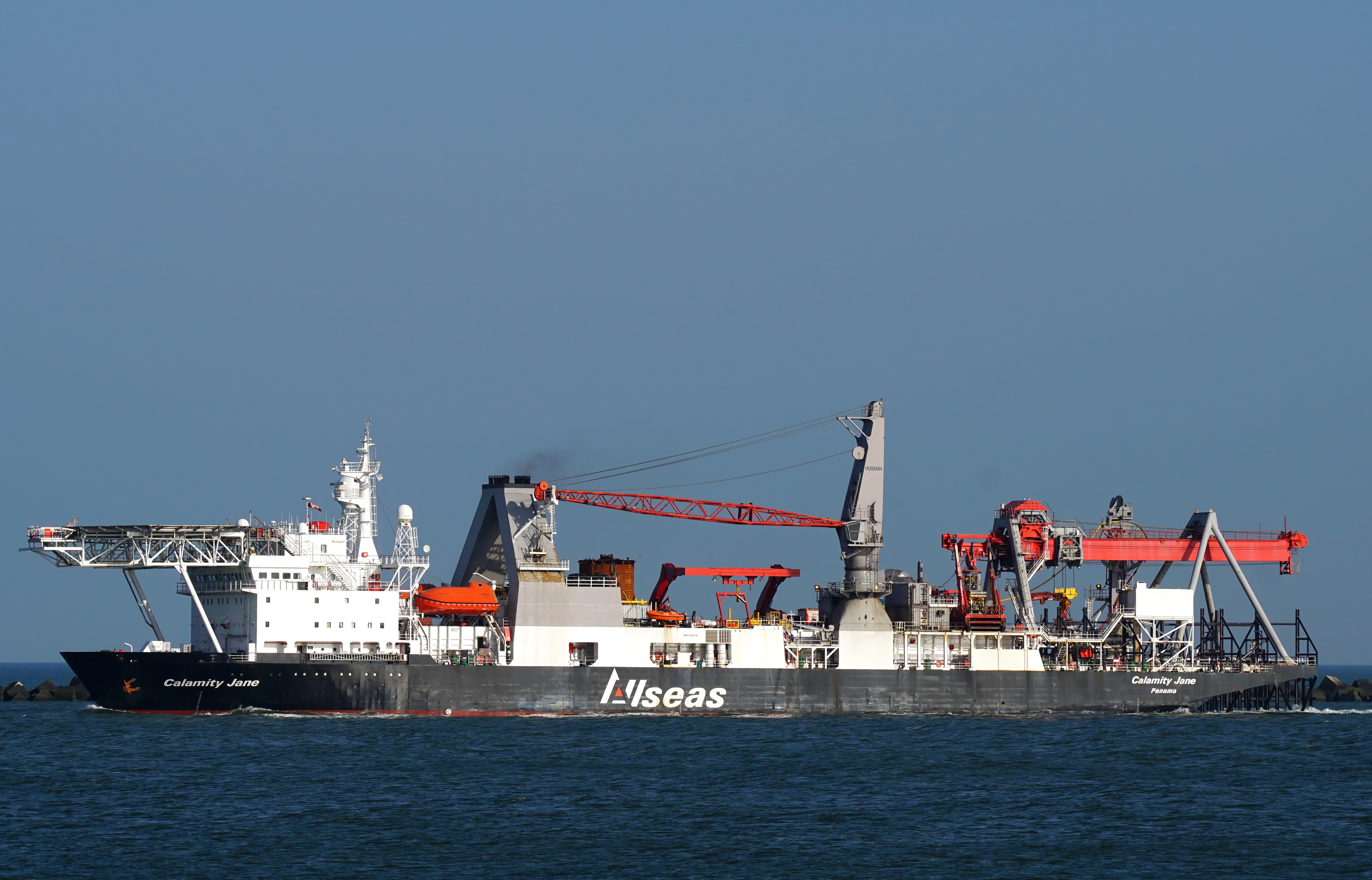
Calamity Jane
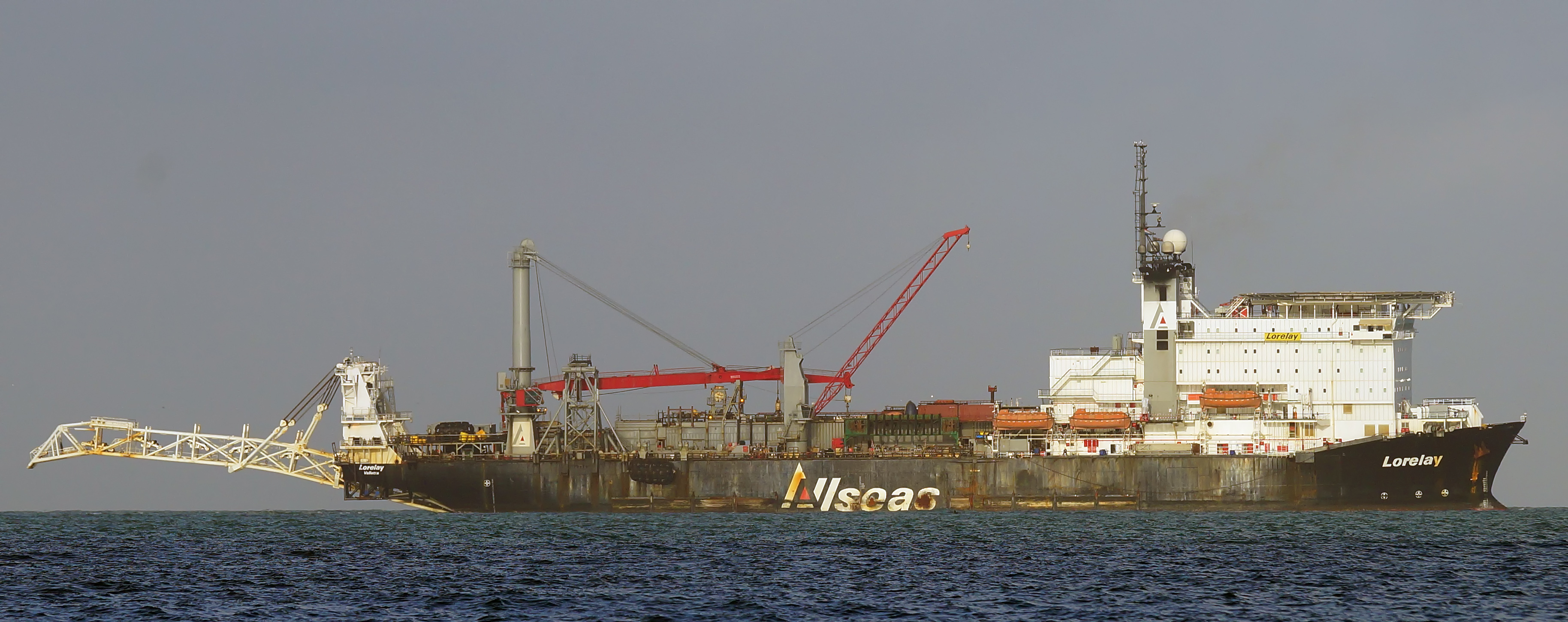
Lorelay